# Lia Bugnar
Lia Bugnar (n. 4 ianuarie 1969, București, România) este dramaturg, scenaristă, regizor, actriță (de scenă, film și voce) și scriitoare română. Pseudonimul Feliciei Sanda Bugnar.

## Biografie
A absolvit în 1995 Institutul de Artă Teatrală și Cinematografică, București, secția Actorie, clasa profesor Sanda Manu.
Printre cei mai des întâlniți actori în piesele Liei Bugnar se află Marius Manole, Ilinca Manolache, Maria Obretin, Irina Antonie, Cătălin Babliuc, Ofelia Popii, Radu Iacoban, Ana Ularu, Maria Buză, Anghel Damian și Istvan Teglas.

## Activitatea în teatru

### Actriță
- Adio femei
- Jocul de-a măcelul
- Prințul negru
- Apollo din Bellac
- Noi4
- O piesă deșănțată
- Șapte dintr-o lovitură
- Aici nu se simte
- 10 pentru New York
- Oase pentru Otto[1]

### Dramaturg
- Ofertă de serviciu
- Aici nu se simte
- Oase pentru Otto[2]
- Stă să plouă [3]
- Două liniuțe
- Fata din curcubeu
- Masculin - Feminin
- Felii
- Matrimoniale
- Peretele

### Regizoare
- Peretele
- Masculin - Feminin
- Aici nu se simte
- Două liniuțe
- Fata din curcubeu

### Regizor Dramaturg
- Felii – interpretă unică Ofelia Popii[4][5]
- Noi4 –
- Masculin-feminin – [6]

### Proiecte teatrale
- Teatrul nu e o clădire[7]

## Activitatea în film

### Actriță[8]
- 1993 — Patul conjugal, rolul Stela, casieriță de cinematograf[9][10]
- 1997 — Omul zilei
- 1999 — Dușmanul dușmanului meu (Diplomatic Siege), rolul violoncelistei
- 2004 — Modigliani, rolul mamei Natașei
- 2001 — Popcorn Story, rolul Lili
- 2006 — Vreau să trăiesc!, rolul Andreea Marinescu
- 2007 — Pasiune și destin (Blood and Chocolate), rolul mama tinerei Vivian
- 2009 — Căpșuni în aprilie
- 2010 — Websitestory[11]
- 2010 — Despre alte mame
- 2011 — Titan
- 2015 — București NonStop, rolul Lia[12]
- 2016 — Muzeon: Ștefan Râmniceanu
- 2016 — Bacalaureat, regia Cristian Mungiu, rolul Magda Aldea, soția lui Romeo Aldea[13]
- 2017 — Octave / Octav, rolul mama lui Octav
- 2023 - Clanul - fosta soție a lui Emil Costoiu

### Scenaristă[14]
- 2004 — Camera ascunsă[15]
- 2007 — După ea[16]
- 2010 — Bună! Ce faci?, regia Alexandru Maftei, film românesc din 2010
- 2012 — Violeta, curtezana (Violeta, la cortesana / Violet, the Courtesan)
- 2013 — Rămâi cu mine (2013)
- 2015 — Oase pentru Otto, regia Matei Lucaci-Grunberg[17], film românesc din 2015[18]
- 2016 — Perfect sănătos, regia Anca Damian[19], cu Vlad Ivanov, Anghel Damian, Olimpia Melinte, Cristina Florea
- 2022 - Clanul, regia Anghel Damian

## Teatrele în care au fost jucate piesele regizate de Lia Bugnar
- Teatrul Național București
- Teatrul Metropolis, București
- Teatrul Național „Radu Stanca” din Sibiu
- Teatrul Nottara, București
- Godot Cafe-Teatru, București
- Teatrul Bulandra, București

## Controverse
La Alegeri locale în România, 2016 i-a numit proști pe votanții Gabrielei Firea. Într-un mesaj public din ianuarie 2017 către regizorul Dan Chișu, i-a transmis acestuia că poate scrie ceva și pentru președintele PSD Liviu Dragnea ca să dispară la fel cum s-a întâmplat și cu Mircea Albulescu sau Ion Besoiu.

### Interviuri
- "Cine este Lia Bugnar?" Arhivat în 13 aprilie 2015, la Wayback Machine. - Alina Vîlcan, ONE.ro, 24 februarie 2014
- "Lia și Compania" Arhivat în 11 aprilie 2015, la Wayback Machine. - Andrei Crăciun, sapteseri.ro, 06 martie 2015
- Interviu cu Lia Bugnar
- „În iubire nu există nedreptate” — Interviu la Revista Tango
- Lia Bugnar și Marius Manole despre teatru
- Teatrul este o minciună foarte adevărată atunci când ...